# Judge (groupe)
Pour les articles homonymes, voir Judge.
Judge est un groupe de punk hardcore straight edge américain, originaire de New York. Il est formé par le guitariste de Youth of Today John « Porcell » Porcelly, et le batteur devenu vocaliste Mike « Judge » Ferraro.

## Biographie
Le premier enregistrement est un EP 7", publié au label de Porcell, Schism Records, intitulé New York Crew. Il comprend cinq morceaux, dont une reprise de la chanson Warriors du groupe d'oi! Blitz.

## Discographie
- 1988 : New York Crew (EP 7")
- 1988 : Chung King Can Suck It
- 1989 : Bringin' It Down
- 2005 : What It Meant: The Complete Discography (double-album retraçant toute la discographie)